# Mycoplasma buteonis
Mycoplasma buteonis è una specie di batterio appartenente alla famiglia delle Mycoplasmataceae.